# Čebulasta ščitovka
Čebulasta ščitovka (znanstveno ime Pluteus semibulbosus) je gliva iz rodu ščitovk (Pluteus).

## Značilnosti
Klobuk ima v premeru od 10 do 25 mm. Je polkrogel ali konveksen brez grbice na temenu. Rob je raven in nažlebkan, prosojno progast do sredine. Suh je oker ali bledo rumenkasto rjav na sredini in skoraj bel na robu ter bledo mesnate barve, ko je vlažen. Je rahlo zrnat po vsej površini.
Lističi so prosti ob betu, sprva beli, kasneje postanejo rožnate barve.
Bet je visok od 20 do 30 mm in širok od 2 do 6 mm. Valjast z značilno majhno čebulico v dnišču. Površina skoraj bela, gladka in rahlo poprhnjena.
Brez posebnega vonja in okusa.

## Razširjenost in življenjski prostor
Raste posamično ali v manjših skupinah kot gniloživka na odlomljenih vejah in štorih listavcev, ki so rasli na humusnih kislih tleh s pH od 7,0 do 7,3. Običajno jih najdemo od pomladi do jeseni v gozdnih habitatih z vlažnimi in precej temnimi tlemi.

## Mikroskopske značilnosti
Trosni odtis je rožnate barve. Trosi so rahlo elipsasti oziroma skoraj okrogli, prosojni in merijo 6–8 x 5–7 µm.

## Podobne vrste
- Romellova ščitovka (Pluteus romellii) ima bolj temno rjav klobuk in nima značilne čebulice v dnišču.

## Uporabnost
Neužitna.

## Galerija slik
- mlada in odrasla goba
- lističi in bet
- zreli lističi
- trosi